# Ykkönen 2013
La Ykkönen 2013 fu la diciannovesima edizione della seconda serie del campionato finlandese di calcio come Ykkönen. Il campionato, con il formato a girone unico e composto da dieci squadre, venne vinto dall'SJK, che venne promosso in Veikkausliiga.

## Stagione

### Novità
Dalla Ykkönen 2012 venne promosso in Veikkausliiga il RoPS, mentre vennero retrocessi in Kakkonen l'Hämeenlinna e l'HIFK. Dalla Veikkausliiga 2012 venne retrocesso l'Haka, mentre dal Kakkonen vennero promossi il Kajaani e l'Ilves.

### Formula
Le dieci squadre si affrontavano tre volte nel corso del campionato, per un totale di 27 giornate. La prima classificata veniva promossa direttamente in Veikkausliiga. Le ultime due classificate venivano retrocesse direttamente in Kakkonen.

## Squadre partecipanti
| Club         | Città       | Stadio                  | Stagione 2012                  |
| ------------ | ----------- | ----------------------- | ------------------------------ |
| Haka         | Valkeakoski | Tehtaan kenttä          | 12º posto in Veikkausliiga     |
| Ilves        | Tampere     | Tammela Stadion         | 1º posto in Kakkonen Läntinen  |
| JIPPO        | Joensuu     | Keskusurheilukenttä     | 8º posto in Ykkönen            |
| Kajaani      | Kajaani     | Kajaanin liikuntapuisto | 1º posto in Kakkonen Pohjoinen |
| KooTeePee    | Kotka       | Arto Tolsa Areena       | 7º posto in Ykkönen            |
| OPS          | Oulu        | Raatin stadion          | 5º posto in Ykkönen            |
| AC Oulu      | Oulu        | Raatin stadion          | 6º posto in Ykkönen            |
| PK-35 Vantaa | Vantaa      | ISS Stadion             | 4º posto in Ykkönen            |
| SJK          | Seinäjoki   | Seinäjoen Keskuskenttä  | 2º posto in Ykkönen            |
| Viikingit    | Helsinki    | Vuosaaren Urheilukenttä | 3º posto in Ykkönen            |

## Classifica finale
|  | Pos. | Squadra      | Pt | G  | V  | N | P  | GF | GS | DR  |
|  | ---- | ------------ | -- | -- | -- | - | -- | -- | -- | --- |
|  | 1.   | SJK          | 59 | 27 | 18 | 5 | 4  | 51 | 17 | +34 |
|  | 2.   | Haka         | 54 | 27 | 15 | 9 | 3  | 44 | 17 | +27 |
|  | 3.   | KooTeePee    | 45 | 27 | 12 | 9 | 6  | 35 | 29 | +6  |
|  | 4.   | Ilves        | 41 | 27 | 11 | 8 | 8  | 46 | 38 | +8  |
|  | 5.   | AC Oulu      | 40 | 27 | 11 | 7 | 9  | 36 | 38 | -2  |
|  | 6.   | PK-35 Vantaa | 30 | 27 | 8  | 6 | 13 | 35 | 43 | -8  |
|  | 7.   | Viikingit    | 29 | 27 | 7  | 8 | 12 | 35 | 39 | -4  |
|  | 8.   | JIPPO        | 29 | 27 | 7  | 8 | 12 | 18 | 30 | -12 |
|  | 9.   | OPS          | 28 | 27 | 7  | 7 | 13 | 40 | 50 | -10 |
|  | 10.  | Kajaani      | 14 | 27 | 3  | 5 | 19 | 27 | 66 | -39 |

Legenda:
      Promossa in Veikkausliiga
      Retrocesse in Kakkonen
Note:
Tre punti a vittoria, uno a pareggio, zero a sconfitta.

## Statistiche

### Classifica marcatori
| Gol |  |  | Giocatore     | Squadra |
| --- |  |  | ------------- | ------- |
| 15  |  |  | Jussi Aalto   | Haka    |
| 13  |  |  | Jonne Hjelm   | Ilves   |
| 13  |  |  | Mika Lahtinen | Ilves   |
| 13  |  |  | Fidan Seferi  | PK-35   |
| 10  |  |  | Toni Lehtinen | SJK     |